# داستین اورتیز
داستین اورتیز (انگلیسی: Dustin Ortiz؛ زادهٔ ۲۵ دسامبر ۱۹۸۸) ورزشکار هنرهای رزمی ترکیبی اهل ایالات متحده آمریکا است. وی از سال ۲۰۱۰ میلادی تاکنون مشغول فعالیت بوده‌است.